# Bobby Campbell (football, 1956)
Pour les articles homonymes, voir Bobby Campbell et Campbell.
Robert McFaul Campbell, plus connu sous le nom de Bobby Campbell (né le 13 septembre 1956 à Belfast en Irlande du Nord et mort le 15 novembre 2016 à Huddersfield en Angleterre), est un footballeur international nord-irlandais, qui évoluait au poste d'attaquant.

## Biographie

### Carrière en club
Bobby Campbell évolue dans différents clubs en Angleterre, au Canada et en Australie. Il dispute un total de 509 matchs en championnat, inscrivant 198 buts.
Avec le club anglais de Bradford City, il dépasse à trois reprises le cap des 20 buts en championnat : il inscrit ainsi 24 buts en quatrième division lors de la saison 1981-1982, 25 buts en troisième division lors de la saison 1982-1983, et enfin 23 buts en troisième division lors de la saison 1984-1985.

### Carrière en sélection
Bobby Campbell joue deux matchs en équipe d'Irlande du Nord, sans inscrire de but, lors de l'année 1982.
Il reçoit sa première sélection le 28 avril 1982, contre l'Écosse (match nul 1-1 à Belfast). Il dispute ensuite un match contre le pays de Galles le 27 mai 1982 (défaite 3-0 à Wrexham). Ces deux rencontres sont jouées dans le cadre du British Home Championship.
Bobby Campbell figure dans le groupe des sélectionnés lors de la Coupe du monde de 1982. Toutefois, lors du mondial organisé en Espagne, il ne joue aucun match.

## Palmarès
| Aston Villa - Championnat d'Angleterre D2 : - Vice-champion : 1974-75. - Coupe de la Ligue anglaise (1) : - Vainqueur : 1974-75. |  | Bradford City - Championnat d'Angleterre D3 (1) : - Champion : 1984-85. - Championnat d'Angleterre D4 : - Vice-champion : 1981-82. |